# Černé jezero
Der Černé jezero (deutsch ‚Schwarzer See‘) ist der größte Gletschersee im Böhmerwald. Er liegt auf tschechischem Staatsgebiet auf dem Gebiet der Stadt Železná Ruda (Katastralgemeinde Hojsova Stráž) und ist der größte natürliche See Tschechiens. Er wird von der 320 Meter hohen Felswand Jezerní stěna eingerahmt. Das Grundgestein ist Glimmerschiefer, bedeckt von einer neun Meter mächtigen Schlammschicht, die sich über Jahrtausende aus den Pollen der umliegenden Bäume gebildet hat.
Der Schwarze See liegt weniger als einen Kilometer östlich der deutschen Grenze. Deshalb war das Gebiet der Öffentlichkeit bis zum Fall des Eisernen Vorhangs kaum zugänglich. Dieser Umstand wurde vom tschechoslowakischen Geheimdienst 1964 ausgenutzt, als er zusammen mit dem KGB Kisten mit alten Nazi-Dokumenten des Reichssicherheitshauptamts im See versenkte, um sie anschließend dort zu „entdecken“. Als Teil der geheimdienstlichen Operation Neptun sollte diese Operation vordergründig westdeutsche Agenten enttarnen, die in kommunistischen Staaten tätig waren, und die westdeutschen Geheimdienste dazu veranlassen, die Zusammenarbeit mit diesen Agenten einzustellen.
Das Naturschutzgebiet Schwarzer See und Teufelssee (Černé a Čertovo jezero) wurde 1911 eingerichtet, als das Gebiet zu Österreich-Ungarn gehörte.
Das älteste Pumpspeicherkraftwerk in Tschechien wurde hier 1929–1930 gebaut, mit dem See als oberes Speicherbecken. Das Kraftwerk befindet sich am Tiefbecken Pod Černým jezerem an der Úhlava.
Zwischen dem Černé jezero und dem nur 1,5 km südöstlich gelegenen Čertovo jezero verläuft die Europäische Hauptwasserscheide. Während der Černé jezero wie viele anderen tschechischen Seen zur Elbe hin entwässert, liegt der Čertovo jezero ebenso wie die bayerischen Karseen auf der Donauseite der Wasserscheide.

## Bildergalerie

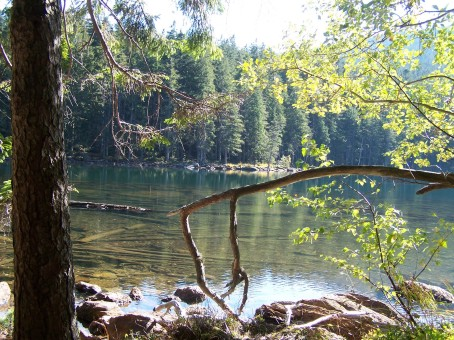
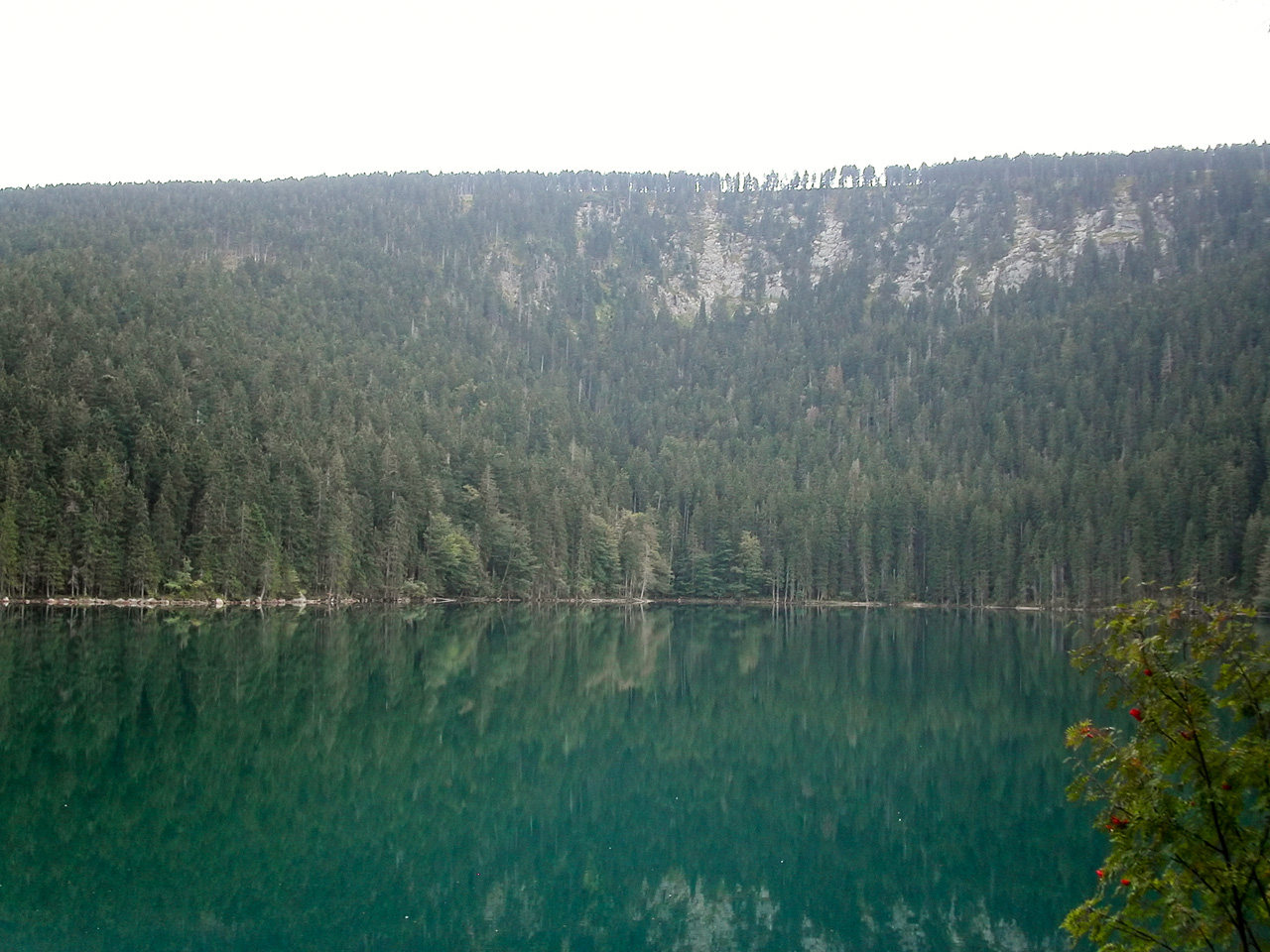
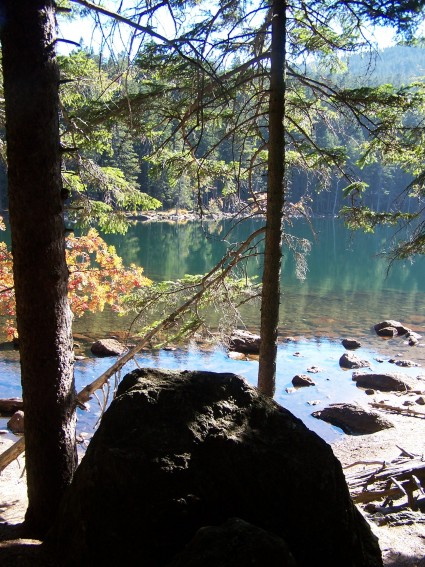
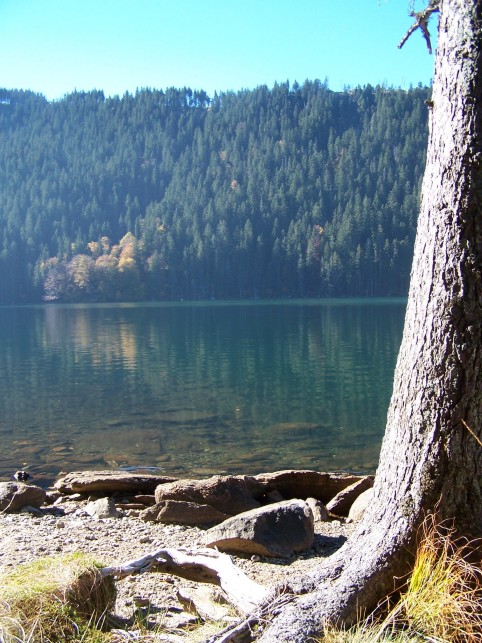
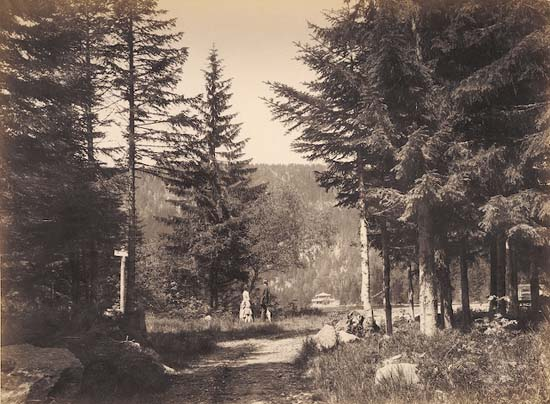
3 Fotografien von Jindřich Eckert
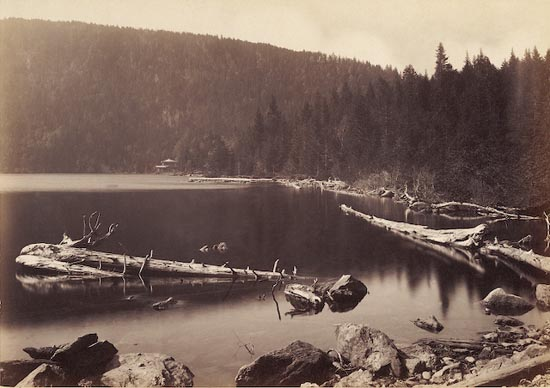
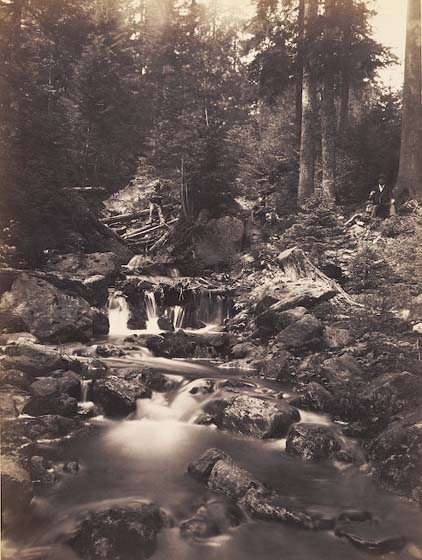